# CarmOlimp
CarmOlimp este o companie producătoare de mezeluri din România.
Pornită în 1993 ca o afacere de familie, CarmOlimp este deținută de familia Olimpiu și Carmen Soneriu.
În anul 2011, divizia de prelucrare a mezelurilor a înregistrat o cifră de afaceri de 25 de milioane de euro.
Grupul mai are 110 magazine (50 de magazine proprii și 60 de unități în sistem franciză),
ferme de vaci, porci și păsări, o fabrică de lactate, 4.500 de hectare de teren, un laborator de prăjituri și o linie de producție a mâncărurilor gata preparate.
CarmOlimp se clasează în top 15 producători de mezeluri de pe piața din România și intră în competiție cu producători precum CrisTim, Angst sau Aldis Călărași.